# پردنیتسه
پردنیتسه (به چکی: Předenice) یک منطقهٔ مسکونی در جمهوری چک است که در ناحیه پلزن-جنوبی واقع شده‌است. پردنیتسه ۴٫۳۸ کیلومتر مربع مساحت و ۱۷۵ نفر جمعیت دارد و ۳۴۰ متر بالاتر از سطح دریا واقع شده‌است.